# Административное деление Тюмени

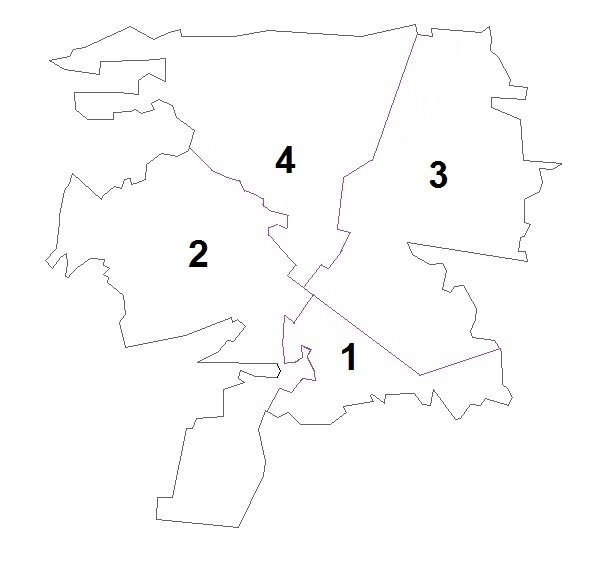
Административные округа города Тюмени

Город Тюмень, административный центр одноимённой области, разделён на четыре административных округа:
В рамках административно-территориального устройства области город является центром Тюменского района, в который не входит, составляя отдельное от него административно-территориальное образование — город (областного значения). 
В рамках муниципального устройства, он образует одноимённый городской округ город Тюмень с единственным населённым пунктом в его составе.
Административные округа не являются муниципальными образованиями.

## Административные округа
| № на карте | Название                           | Население (чел.) (2021) | Площадь (км²) | Код ОКАТО  |
| ---------- | ---------------------------------- | ----------------------- | ------------- | ---------- |
| 1          | Восточный административный округ   | 254 119                 | 59,9          | 71 401 376 |
| 2          | Калининский административный округ | 217 808                 | 204,2         | 71 401 364 |
| 3          | Ленинский административный округ   | 180 869                 | 218,1         | 71 401 368 |
| 4          | Центральный административный округ | 194 692                 | 126,5         | 71 401 372 |

В административных округах территориальными органами Администрации города Тюмени являются образованные 4 управы соответствующих административных округов.

## История
Образование районов (округов) в хронологическом порядке:
- 24 мая 1944 — образованы Железнодорожный, Заречный и Центральный районы (упразднены 26 марта 1947).
- 12 марта 1951 — образованы Кировский, Ленинский и Сталинский районы (упразднены 15 июня 1953).
- 29 мая 1958 — в черту города включены территория судоремонтного завода, п. Водников, п. Дачный.
- 15 июня 1960 — в черту города включены д. Парфёново и д. Новые Юрты.
- 4 января 1963 — в адм. подчинение Тюменского горсовета переданы р. п. Боровский и р. п. Винзили.
- 1 февраля 1963 — в черту города включены п. Войновка, п. Букино, п. ст. Войновка.
- 4 января 1965 — из адм. подчинения Тюменского горсовета исключены р. п. Боровский и р. п. Винзили.
- 20 декабря 1965 — образованы Калининский и Ленинский районы.
- 9 марта 1972 — образован Центральный район.
- 20 августа 1976 — в адм. подчинение Ленинского райсовета передан Антипинский сельсовет.
- 4 апреля 1979 — в адм. подчинение Ленинского райсовета переданы р. п. Мелиораторов и Матмасовский сельсовет.
- 4 апреля 1984 — в адм. подчинение Калининского райсовета передан Рощинский сельсовет, Центрального райсовета — Березняковский сельсовет.
- 25 апреля 1996 — территория города разделена на административные округа в существующих границах районов и их наименованиях.
- 21 марта 2008 — из Ленинского округа выделен Восточный АО[8].

7 октября 2004 года были упразднены поселок Механизаторов, деревня Мыс, рабочий поселок Мелиораторов, поселок Новорощино, поселок Парфеновский, поселок Суходольский и деревня Труфанова.
До января 2014 года городу были подчинены и в состав городского округа входили помимо самой Тюмени также 19 сельских населённых пунктов. В январе 2014 года согласно Закону Тюменской области от 27 декабря 2013 года № 105 «Об объединении отдельных населенных пунктов, входящих в муниципальное образование городской округ город Тюмень, и о внесении изменений в отдельные законы Тюменской области» они прекратили существование как самостоятельные населенные пункты:
- Антипино
- Березняковский
- Быкова
- Верхний Бор
- Воронина
- Гилева
- Дорожный
- Зайкова
- Казарово
- Княжева
- Комарово
- Копытова
- Матмасы
- Метелева
- Плеханова
- Рощино
- Тараскуль
- Тарманы
- Утешево